# Kenema (Distrikt)
Kenema ist ein Distrikt Sierra Leones mit etwa 517.362 Einwohnern (Stand 2021). Er gehört zur Provinz Eastern und liegt im Südosten des Landes, an der Grenze zu Liberia. Seine Hauptstadt ist Kenema, weitere Städte sind Pandebu, Blama, Panguma, Barma und Boajibu. Der Distrikt ist in 16 Chiefdoms (Häuptlingstümer) und die Stadt Kenema eingeteilt.
Kenema umfasst eine Fläche von 6.053 km² und ist nach der Western Area Urban (der Landeshauptstadt Freetown) der bevölkerungsreichste Distrikt. Die höchste Erhebung ist der Kambui mit 555 m (654 m).
Die Bevölkerung gehört hauptsächlich den Ethnien der Mende und Temne an; sowohl Muslime als auch Christen sind hier vertreten. Die Wirtschaft des Kenema-Distrikts besteht in Gold- und Diamantenabbau, Kaffee-, Kakao- und Reisanbau. Hunderttausende liberianische Flüchtlinge flohen vor dem Bürgerkrieg in Liberia bis 2003 nach Kenema sowie in den benachbarten Distrikt Bo.
Der Distrikt verfügte 2006 über 91 Gesundheitseinrichtungen, darunter ein staatliches Krankenhaus, eine staatliche Klinik, ein Missionskrankenhaus, zwei Missions- und drei Privatkliniken. 2005 waren 1,9 % der Bewohner HIV-positiv. 2004/2005 gab es 475 Primar- und 34 Sekundarschulen. Die Alphabetisierungsrate lag 2004 für die Stadt Kenema bei 56 % (67 % für Männer und 46 % für Frauen), im übrigen Distrikt betrug sie 21 % (Männer 30 %, Frauen 13 %) und damit weniger als im Distrikt Koinadugu, der als Distrikt die niedrigste Alphabetisierung aufweist. 61,9 % der Kinder in der Stadt und 44,2 % im übrigen Gebiet besuchten eine Schule.